# キサガイヒメ・ウムギヒメ
キサガイヒメ・ウムギヒメとは日本神話に登場する女神である。『古事記』ではそれぞれ𧏛貝比売（キサガイヒメ／キサカイヒメ、歴史的仮名遣：キサガヒヒメ／キサカヒヒメ）・蛤貝比売（ウムギヒメ／ウムカイヒメ、歴史的仮名遣：ウムカヒヒメ）と、『出雲国風土記』ではそれぞれ支（枳）佐加比売命（キサカヒメ）・宇武賀比売命（ウムカヒメ）と表記する。

## 概要
キサガイヒメは赤貝を、ウムギヒメは蛤を神格化したものと考えられている。『古事記』『出雲国風土記』の両書において神産巣日之神（神魂命）と関係を持ち、前者では神産巣日神に派遣されて大国主神の治療に従事し、後者では神魂命の御子神であると記されている。

## 記述

### 古事記
大国主の神話で、たくさんの兄神たちである八十神から嫉視された大国主神が、八十神が猪と偽って山上より転がした焼ける岩を抱き止めて焼け死んだところへ、神産巣日之命の命令によって両神が派遣され、キサガイヒメが「刮（きさ）げ集め」、ウムギヒメが「持ち承（う）けて、母（おも）の乳汁（ちしる）を塗り」て治療を施すと大国主神は蘇生したとある。
ここの記述については、粉末にした赤貝の殻を母乳に見立てた蛤の白い汁で溶き、火傷の治療に使ったという民間療法を表すとする説があるが、一方で、蛤の汁が母乳に見立てられた点を重視し、これは母乳の持つ生命力の促進・回復の効能を期待して蘇生に利用したもので、神名の「ウム」から「母（おも）」が喚起され、そこから「母乳による蘇生」という一つの神話素が形成されたものと指摘する説もある。なお、蛤は『和名抄』に「海蛤ウムキノカヒ」とあり、古くから薬剤として利用されていた。
一方、赤貝は『和名抄』に「蚶キサ」とあり、「状（かたち）蛤ノ如ク円クシテ厚ク、外理（すじ）有リ縦横ナリ」とあるので、貝殻の表面に付いた「刻（きざ）」（年輪）から名付けられたものであり、「刮（きさ）げ集め」の部分は赤貝の殻を削ってその粉を集めたと解釈できるが（「刮キサぐ」は「削る」意味で「刮コソぐ」とも読める）、赤貝の殻がどのような効能を持つものとされていたかは不明である。キサガイヒメが「きさげ集め」の語を喚起しているのは確かであるものの、その点以外でこの説話及びウムギヒメとどう関連するのかは語られないため、キサガイヒメの「キサ」に「父」の古語である「カソ」の音を響かせ、ウムギヒメの「ウム=母（おも）」に対するものとして登場させたとする説もある。

### 出雲国風土記
別々に登場し、ともに神魂命の御子神とされる以外の関連性は明示されていない。キサカヒメ命は加賀の神埼で佐太大神（佐太神社の祭神で、神社ではこれを猿田彦としている）を産み（嶋根郡加賀郷条と加賀神埼条）、ウムカヒメ命は法吉鳥（ほほきどり。ウグイスのこと）と化して法吉郷（現在の島根県松江市法吉町周辺）に飛来、その地に鎮座したと記す（同郡法吉郷条）。
『出雲国風土記』のキサカヒメ命の出産の説話には、『古事記』の勢夜陀多良比売（せやだたらひめ）が比売多多良伊須気余理比売を出産する説話や、『山城国風土記』逸文の玉依日売（鴨玉依姫）が賀茂別雷命を出産する神話などの、いわゆる丹塗り矢型神話との類似性が窺われる。

## 祀る神社

### キサガイヒメ
- 岐佐神社（静岡県浜松市中央区舞阪町舞阪） - 主祭神
- 加賀神社（島根県松江市島根町加賀） - 主祭神
- 神魂伊能知比売神社（島根県出雲市大社町杵築東） - 祭神  - 別称：天前社。出雲大社の荒垣内摂社。

### ウムギヒメ
- 岐佐神社（静岡県浜松市中央区舞阪町舞阪） - 主祭神
- 法吉神社（島根県松江市法吉町） - 主祭神
- 神魂伊能知比売神社（島根県出雲市大社町杵築東） - 祭神  - 前述。